# Diputación Provincial de Soria
La Diputación de Soria es el órgano al que le corresponde el gobierno de la provincia de Soria, de acuerdo con lo establecido en la legislación española vigente.
Es una institución pública que presta servicios directos a los ciudadanos y presta apoyo técnico, económico y tecnológico a los ayuntamientos de los 183 municipios de la provincia de Soria, en la comunidad autónoma de Castilla y León, España. Además, coordina algunos servicios municipales y organiza servicios de carácter supramunicipal. Tiene su sede central en la ciudad de Soria.

## Historia
La primera Diputación Provincial de Soria nació en 1813, en el contexto histórico de las Cortes de Cádiz de 1810, y posterior Constitución de 1812. Era uno de los peores momentos para la ciudad y provincia, tras la ocupación francesa, la guerra de independencia y el saqueo y destrucción de éstas. Su primer presidente fue el mariscal de campo José Joaquín Durán. 
La Diputación fue la última institución provincial con jurisdicción sobre la extensa provincia previa al reordenamiento de Juan de Burgos, formada por siete partidos judiciales: Soria, Logroño, Ágreda, Calahorra, Arnedo, Berlanga y Villoslada.  Desaparecería durante la etapa absolutista.

## Sede
Hacia 1863, la Diputación de Soria adquiere la antigua casa-palacio de los Marqueses de Vadillo, un inmueble perteneciente a la señora del Val en la calle Caballeros, para fijar su sede. La fachada, reformada tras su adquisición, tenía dos pisos y estaba coronada por un frontón y el escudo de la Diputación Provincial. El edificio ha sufrido varias reformas durante el siglo XX, la más importante en 1959, en la que se añadió un nuevo cuerpo a la fachada principal. En la actualidad, el Palacio de la Diputación está custodiado por una colección de bronces realizada por Federico Coullaut-Valera de destacados personajes históricos relacionados con la provincia realizados en 1971. 

## Composición
Integran la Diputación Provincial, como órganos de Gobierno de la misma, el presidente, los vicepresidentes, la Junta de Gobierno y el Pleno. El presidente actual de la Diputación Provincial de Soria, desde 2019, es Benito Serrano Mata.
Los diputados provinciales son designados por cada formación política, en cada partido judicial, tras la celebración de las elecciones locales, en la forma prevista en la Ley Orgánica del Régimen Electoral General. De conformidad con esa ley, los diputados provinciales se distribuyen por cada partido judicial de la forma siguiente:
- Partido judicial de Almazán: 5 diputados.
- Partido judicial de El Burgo de Osma: 5 diputados.
- Partido judicial de Soria: 15 diputados.

En las últimas elecciones municipales, los resultados depararon la siguiente distribución por partidos políticos:
| Actual distribución de la Diputación tras las elecciones municipales de 2023 | Actual distribución de la Diputación tras las elecciones municipales de 2023 | Actual distribución de la Diputación tras las elecciones municipales de 2023 | Actual distribución de la Diputación tras las elecciones municipales de 2023 | Actual distribución de la Diputación tras las elecciones municipales de 2023 |
| Partido político                                                             | Votos                                                                        | %                                                                            | Diputados                                                                    |                                                                              |
| ---------------------------------------------------------------------------- | ---------------------------------------------------------------------------- | ---------------------------------------------------------------------------- | ---------------------------------------------------------------------------- | ---------------------------------------------------------------------------- |
| Partido Socialista de Castilla y León (PSOECyL)                              | 19.785                                                                       | 43,06%                                                                       | 11                                                                           |                                                                              |
| Partido Popular de Castilla y León (PPCyL)                                   | 18.382                                                                       | 40,00%                                                                       | 13                                                                           |                                                                              |
| Vox (Vox)                                                                    | 2.976                                                                        | 6.47%                                                                        | 1                                                                            |                                                                              |

### Distribución de escaños por partidos judiciales
| Partido judicial | PSOE | PP | Vox | Diputados |
| ---------------- | ---- | -- | --- | --------- |
| Almazán          | 2    | 3  |     | 5         |
| El Burgo de Osma | 2    | 3  |     | 5         |
| Soria            | 7    | 7  | 1   | 15        |
| Total            | 11   | 13 | 1   | 25        |

## Histórico de presidentes

### Presidentes durante la democracia[3]
- 1979-1985: Victor Nuñez García (UCD)
- 1985-1986: Juan José Lucas (AP)
- 1986-1987: Ángel Díez Ripa (AP)
- 1987-1994: Javier Gómez Gómez (AP)-(PP)
- 1994-2000: María Jesús Ruiz Ruiz (PP)
- 2000-2008: Efrén Martínez Izquierdo (PP)
- 2008-2010: Domingo Heras López (PP)
- 2010-2015: Antonio Pardo Capilla (PP)
- 2015-2019: Luis Rey de las Heras (PSOE)
- Desde 2019: Benito serrano (Partido Popular)[4]